# Stazione di Belgrano C
La stazione di Belgrano C (Estación Belgrano C in spagnolo) è una stazione ferroviaria della linea Roca situata nel barrio porteño di Belgrano.

## Storia
La stazione fu aperta al traffico nel 1862 dal Ferrocarril del Norte de Buenos Aires. Nel 2018 fu chiusa la traffico per una serie di lavori di sopraelevazione di un tratto della linea Mitre compreso tra le avenida Dorrego e Congreso. Ricostruita su un viadotto inaugurata il 10 maggio 2019.